# André-Gide-Preis
Der André-Gide-Preis der DVA-Stiftung war ein Preis für deutsch-französische Literaturübersetzungen. Der Preis war nach André Gide benannt.

## Geschichte
Der André-Gide-Preis wurde seit 1998 im Zwei-Jahres-Turnus verliehen, und zwar jeweils zweifach, nämlich für je eine Übersetzung aus dem Deutschen und aus dem Französischen in die jeweils andere Sprache. Im Jahre 2010 wurde er zum letzten Mal vergeben.
Träger des Preises war die 1980 gegründete DVA-Stiftung, die 2007 als unselbständige Stiftung in die Robert Bosch Stiftung aufgenommen wurde. Der Preis war zuletzt mit je 10.000 Euro dotiert.
Die Preisvergabe wurde 2011 eingestellt; für ein Jahr gab es einen Nachfolger namens Romain-Rolland-Preis. Andreas Platthaus von der FAZ beklagt 2016 ihre Einstellung, wie auch die des Raymond-Aron-Preises, der für übersetzte Wissenschaftstexte in beiden Sprachen verliehen wurde.
Die Bosch-Stiftung bewirbt neuerdings, seit Herbst 2017, ganz allgemein eine Programmschiene "Literarische Brückenbauer". Als ein künftiges Projekt auf dieser Schiene wird ab 2018 vorgestellt: "Toledo. Übersetzer im Austausch der Kulturen". Ein Deutscher Übersetzerfonds ist an diesem Programm beteiligt. Programmziel wird sein, literarische Brücken zwischen den Kulturen von beliebiger Ausgangs- und Zielsprache durch Übersetzer zu bauen; eine berufliche Vernetzung zu fördern, welche Übersetzer in Austausch untereinander und mit anderen Akteuren des Literaturbetriebs bringt; sowie Veranstaltungen zu unterstützen, die den "Kulturwortschatz" der Übersetzer der breiten Öffentlichkeit zugänglich machen.

## Grundsätze
Das Anliegen der den Preis ausschreibenden Stiftung war, die Kenntnis der schönen Literatur (Prosa, Lyrik) des je anderen Sprachraumes zu fördern, indem sie hervorragende Übersetzungen eines Werkes auszeichnete, welches entweder in besonderem Maß die jeweilige Nationalliteratur repräsentiert oder den Dialog zwischen den beiden Kulturen bereichert. Bewerben konnten sich jüngere Übersetzer aus den beiden Sprachen, die bereits erste (anderweitige) Übersetzungen veröffentlicht hatten.

## Preisträger
Die Preisträgerinnen und Preisträger des Übersetzungspreises waren (jeweils mit den Namen der übersetzten Autorinnen und Autoren):
1997/1998
- Thomas Eichhorn, Leipzig, für Arthur Rimbaud: Das trunkene Schiff (frz.: Oeuvres poétiques). Rimbaud Verlag, Aachen 1991, ISBN 3-89086-871-1; 4. Aufl. 2005; zweisprachig in: Sämtliche Dichtungen. dtv, München 1997, 2. Aufl. 2002.
- Claire de Oliveira, Savins, für Birgit Vanderbeke: Le Dîner de moules (dt.: Das Muschelessen). Stock, Paris 1995, ISBN 2-234-04510-X.[5]

Claire de Oliveira übersetzte aus dem Deutschen u. a. Le renard était déjà le chasseur von Herta Müller und Avidité von Elfriede Jelinek 2002. Sie ist „Maître de conférences“ an der Universität Paris-Sorbonne (Paris IV). Sie wurde 2004 mit dem Prix Gérard Nerval pour la traduction littéraire ausgezeichnet.
1999/2000
- Christiane Seiler, Berlin,[6] für Richard Millet: Die drei Schwestern Piale (frz.: L'amour des trois sœurs Piale). Alexander Fest, Berlin 1998, ISBN 3-8286-0054-9; Fischer TB, Frankfurt am Main 2002.
- Bernard Banoun, Thizy,[7] für Josef Winkler: Quand l'heure viendra (dt.: Wenn es soweit ist). Verdier, Lagrasse 2000, ISBN 2-86432-328-1.

2001/2002
- Claudia Kalscheuer, Berlin, für Gabrielle Wittkop: Der Witwer von Venedig (frz.: Sérénissime assassinat). Hanser, München 2002, ISBN 3-446-20225-0; dtv, München 2005.
- Marion Graf, geb. 1954, Schaffhausen und Genf, für Robert Walser: Le Territoire du crayon. Microgrammes (dt.: Aus dem Bleistiftgebiet. Mikrogramme aus den Jahren 1925–1932). Éditions Zoé, Genf 2003, ISBN 2-88182-471-4.

2003/2004
- Elsbeth Ranke, Chantilly, für Jean Rouaud: Schreiben heißt, jedes Wort zum Klingen bringen (frz.: La désincarnation). Schirmer-Graf, München 2004, ISBN 3-86555-012-6.
- Diane Meur, Paris, für Paul Nizon: Les premières éditions des sentiments (dt.: Die Erstausgaben der Gefühle. Journal 1961–1972). Actes Sud, Arles 2006, ISBN 2-7427-5893-3.[8]

2005/2006
- Sonja Finck, Gatineau, für Leslie Kaplan: Fever (frz.: Fever). Berlinverlag, Berlin 2006 ISBN 3-8270-0628-7; Taschenbuch 2008[9]
- Olivier Le Lay, Saint-Brieuc, für Elfriede Jelinek: Enfants des morts (dt.: Die Kinder der Toten). Seuil, Paris 2007, ISBN 2-02-050072-8.

Die Übersetzung erregte in Frankreich Aufmerksamkeit, da sie die „Brutalität und Bedeutungsvielfalt, die Obszönität und Trashigkeit“ von Jelineks Sprache bis zur Verstehensgrenze wiedergab. Jelinek gab ein längeres Interview im Magazine littéraire (Winter 2006/2007), in dem sie u. a. diese Übersetzung lobt.
2007/2008
- Georg Holzer, München, für Pierre de Ronsard: Amoren für Cassandre (frz.: Amours de Cassandre). Elfenbein, Berlin 2006, ISBN 3-932245-80-6.
- Barbara Fontaine, Paris, für Stephan Wackwitz: Un pays invisible (dt.: Ein unsichtbares Land). Teper, Paris 2007, ISBN 978-2-916010-14-4.

2009/2010
- Julia Schoch für Georges Hyvernaud: Haut und Knochen (frz.: La peau et les os). Suhrkamp, Berlin 2010.[10]
- Patricia Zurcher, Renens (CH), für Matthias Zschokke: Maurice à la poule (dt.: Maurice mit Huhn). Éditions Zoé, Genf 2009, ISBN 978-2-88182-640-5.